# Peucetia yogeshi
Peucetia yogeshi là một loài nhện trong họ Oxyopidae.
Loài này thuộc chi Peucetia. Peucetia yogeshi được Pawan U. Gajbe miêu tả năm 1999.